# AEG C.VIII
Die AEG C.VIII war ein Prototyp eines zweisitzigen bewaffneten Aufklärers. Das Flugzeug entsprach im Wesentlichen der AEG C.IV. Von diesem Dreidecker mit einstieligen Tragflächen sollen zwei Exemplare gebaut worden sein.

## Technische Daten
| Kenngröße             | Daten |
| --------------------- | --- |
| Besatzung             | 2 |
| Länge                 | 7,15 m |
| Spannweite            | 13,45 m |
| Höhe                  | 3,35 m |
| Flügelfläche          | 39,00 m² |
| Antrieb               | ein Sechszylinder-Reihenmotor Mercedes D III mit 118 kW (160 PS)                                                        |
| Höchstgeschwindigkeit | 158 km/h in Meereshöhe                                                                                                  |
| Dienstgipfelhöhe      | 5000 m |
| Höchstflugdauer       | 4 h |
| Leermasse             | 800 kg |
| max. Startmasse       | 1120 kg |
| Bewaffnung            | ein fest installiertes nach vorne gerichtetes 7,92-mm-MG 08/15 und ein 7,92-mm-Parabellum-MG mit je 500 Schuss Munition |

## Variante
Ein Prototyp einer AEG C.VIII Dr. wurde als Dreidecker-Version der C.VIII gebaut.